# ليشيك كوسيدوسكي
ليشيك كوسيدوسكي (بالبولندية: Leszek Marian Kosedowski)‏ (مواليد 25 مايو 1954) هو ملاكم بولندي، مثّل بلاده في الألعاب الأولمبية الصيفية 1976 وحقق الميدالية البرونزية في فئة وزن الريشة.

## روابط خارجية
ليشيك كوسيدوسكي على موقع أوليمبيديا (الإنجليزية)
- ليشيك كوسيدوسكي على موقع اللجنة الأولمبية البولندية (مؤرشف) (البولندية)